# Diocèse de Shreveport

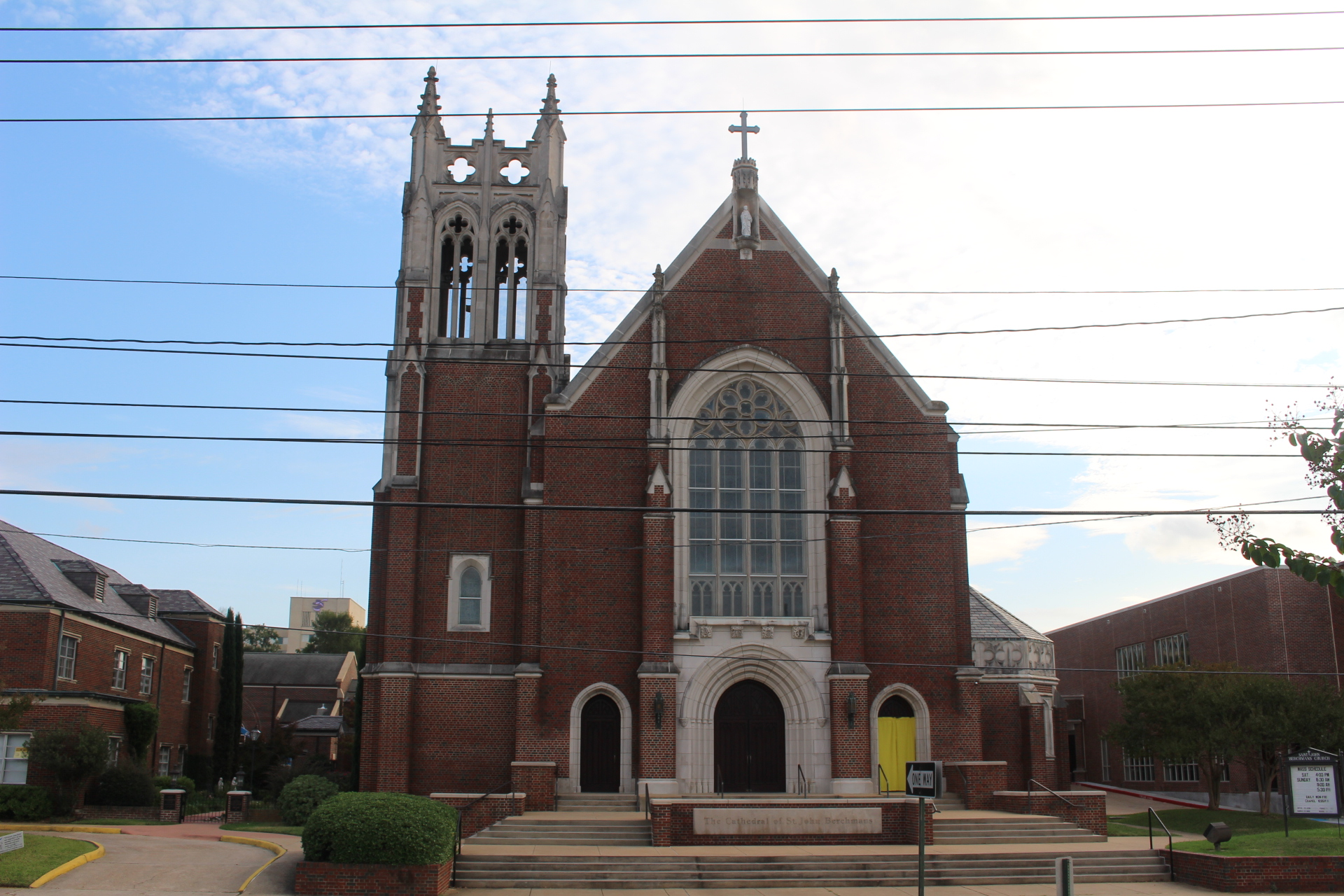
Vue de la cathédrale Saint-Jean-Berchmans

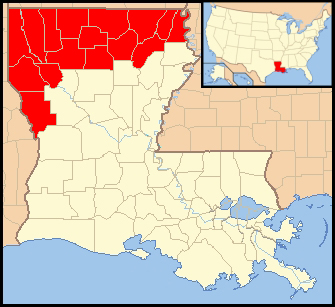
Localisation

Le diocèse de Shreveport (Dioecesis Sreveportuensis in Louisiana) est un siège de l'Église catholique aux États-Unis, suffragant de l'archidiocèse de La Nouvelle-Orléans. En 2014, il comptait 43.000 baptisés pour 873.000 habitants.

## Territoire
Le diocèse comprend seize paroisses civiles de la partie septentrionale et nord-occidentale de la Louisiane : Bienville, Bossier, Caddo, Claiborne, De Soto, East Carroll, Jackson, Lincoln, Morehouse, Ouachita, Red River, Richland, Sabine, Union, Webster et West Carroll.
Le siège épiscopal est à Shreveport, où se trouve la cathédrale Saint-Jean-Berchmans (Saint John Berchmans).
Le territoire s'étend sur 28.837 km² et est subdivisé en 27 paroisses.

## Histoire
Le diocèse est érigé le 16 juin 1986 par la bulle Pro grege de Jean-Paul II à la suite de la division du diocèse d'Alexandria-Shreveport, qui a donné naissance aussi au diocèse d'Alexandria (en).

## Ordinaires
- William Friend † (16 juin 1986 - 20 décembre 2006)
- Michael Duca (1er avril 2008 - 26 juin 2018 nommé évêque de Baton Rouge)
- Francis Malone, depuis le 19 novembre 2019[2]

## Statistiques

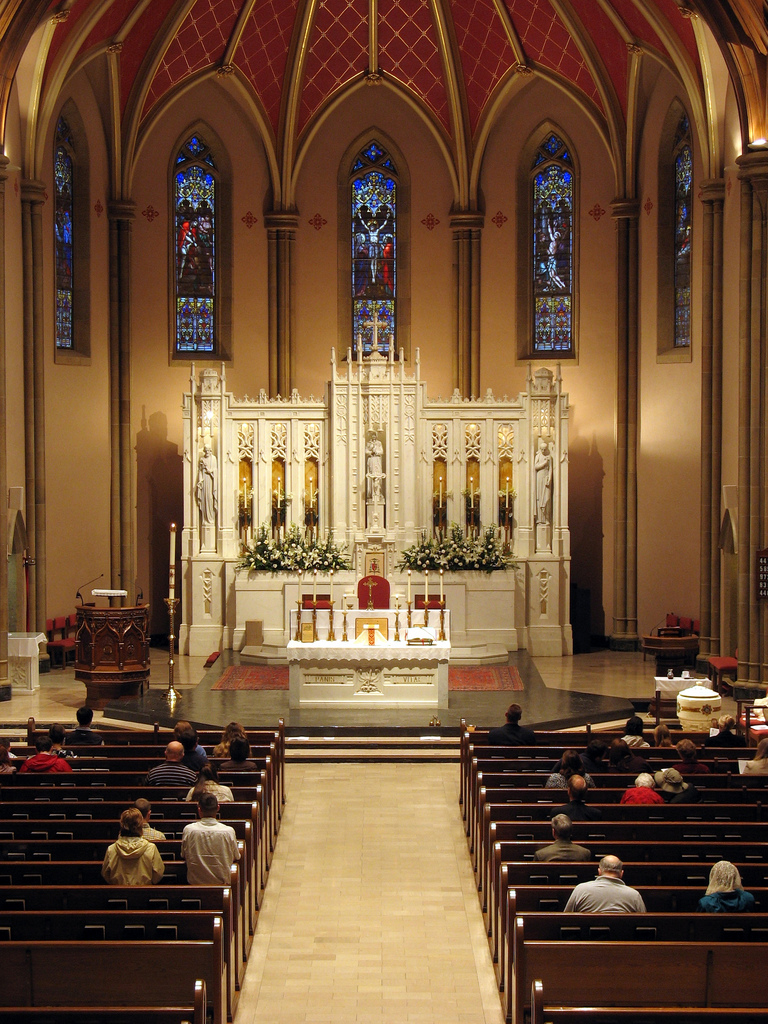
Intérieur de la cathédrale de Shreveport

- En 1990, le diocèse comptait 40.650 baptisés pour 813.000 habitants (5%), servis par 55 prêtres (42 diocésains et 13 réguliers), 7 diacres permanents, 16 religieux et 95 religieuses dans 51 paroisses
- En 2000, le diocèse comptait 38.396 baptisés pour 770.061 habitants (5%), servis par 52 prêtres (37 diocésains et 15 réguliers), 5 diacres permanents, 17 religieux et 51 religieuses dans 32 paroisses
- En 2010, le diocèse comptait 41.693 baptisés pour 848.000 habitants (4,9%), servis par 49 prêtres (34 diocésains et 15 réguliers), 21 diacres permanents, 19 religieux et 34 religieuses dans 27 paroisses
- En 2014, le diocèse comptait 43.000 baptisés pour 873.000 habitants (4,9%), servis par 51 prêtres (34 diocésains et 17 réguliers), 17 diacres permanents, 22 religieux et 24 religieuses dans 27 paroisses[3].